# Douglas Rasmussen
Douglas B. Rasmussen (n. 1948) es un profesor de filosofía de la Universidad de San Juan en la ciudad de Nueva York, en donde ha enseñado desde 1981.

## Biografía
Rasmussen obtuvo su título de licenciatura en 1971 de la Universidad de Iowa, y su doctorado en filosofía de la Universidad Marquette en 1980. Las áreas de interés académico del Dr. Rasmussen incluyen a la filosofía política, la ética, la ontología, la epistemología, la ética empresarial y la economía política.
El Dr. Rasmussen ha contribuido con artículos a importantes publicaciones académicas, tales como el American Philosophical Quarterly, International Philosophical Quarterly, The New Scholasticism, Public Affairs Quarterly, The Review of Metaphysics, American Catholic Philosophical Quarterly, Social Philosophy and Policy, y The Thomist.
Rasmussen coescribió (junto a Douglas J. Den Uyl) varios libros: Liberty and Nature: An Aristotelian Defense of Liberal Order (1991); Liberalism Defended: The Challenge of Post-Modernity (1997); y Norms of Liberty: A Perfectionist Basis for Non-Perfectionist Politics (2005). También coeditó (junto a Den Uyl) The Philosophic Thought of Ayn Rand (1984).
Una colección de ensayos académicos sobre Norms of Liberty de Rasmussen y Den Uyl, titulado Reading Rasmussen and Den Uyl: Critical Essays on "Norms of Liberty", editado por Aeon J. Skoble, fue publicado en 2008.